# استنباط علیت
استنباط علیت، فرایند رسیدن به یک نتیجه دربارهٔ یک ارتباط علی و مبتنی بر شرایط وقوع یک اثر است. تفاوت اصلی بین استنباط علی و استنباط ارتباطی در این است که استنباط ارتباطی هنگام تغییر علت، پاسخ متغیر اثر را تحلیل می‌کند. دانش بررسی دلیل وقایع را سبب‌شناسی می‌گویند. استنباط علّی، نمونه ای از استدلال علی است.

## تعریف
استنباط علت مربوط به یک چیز عبارت است از:
«دلیل آوردن برای گرفتن این نتیجه که یک چیز علتِ یک چیز دیگر است یا بسیار محتمل است که باشد». «شناسایی علت یا علت‌های یک پدیده، با مشخص‌سازی ارتباط و همبستگی میان علت و معلول، یک رابطهٔ ترتیب زمانی که علت پیش از معلول می‌آید با حذف علت‌های قابل باور دیگر»

## روش‌ها
مطالعات همه‌گیری‌شناسانه، از روش‌های مختلف اپیدمیولوژیک برای جمع‌آوری و سنجش شواه موجود در ارتباط با عوامل خطر و اثر آن بر روشهای مختلف اندازه‌گیری ارتباط بین این دو استفاده می‌کند. ابتدا یک فرضیه تدوین می‌شود و سپس با روش‌های آماری مورد آزمایش قرار می‌گیرد. این استنباط آماری است که کمک می‌کند تا مشخص شود که آیا داده‌ها بر اساس تصادف و شانس به وجود آمده‌اند -که به آن تغییرات تصادفی نیز گفته می‌شود- یا در واقع با یکدیگر همبستگی دارند و این همبستگی چقدر شدت دارد و در واقع چقدر می‌توان روی آن حساب کرد. در هر صورت، همبستگی به معنای علیت نیست و درک تفاوت این دو بسیار اهمیت دارد؛ بنابراین برای استنباط علیت باید از روش‌های بعدی استفاده کرد. 
چهارچوب‌های متداول برای استنباط علّی مدل‌سازی معادلات ساختاری و مدل علیت روبین هستند. 

## در همه‌گیری‌شناسی
مطالعات اپیدمیولوژی به منظور استنباط علت‌ها و معلول‌ها، الگوهای سلامت و بیماری در جمعیت‌های تعریف شده میان موجودات زنده را بررسی می‌کند. ارتباط بین قرار گرفتن در معرض یک عامل ابتلا به بیماری و بیماری ممکن است در نظر گرفته شود، اما این ارتباط معادل علیت نیست. زیرا همبستگی به معنای علیت نیست. از نظر تاریخی، فرضیه‌های کوچ از قرن نوزدهم این کاربرد را داشته‌اند که مشخص کنند آیا یک ریزجانداز علت یک بیماری است یا خیر. در قرن بیستم از سنجه‌های بردفورد هیل، که در سال ۱۹۶۵ شرح داده شده‌است، برای ارزیابی علیت متغیرهای بیرون از دانش میکروبیولوژی استفاده شده‌است، اگرچه حتی این سنجه‌ها، روش‌های منحصر به فرد برای تعیین علیت نیستند.
در همه‌گیری‌شناسی مولکولی پدیده‌های مورد مطالعه در سطح زیست‌شناسی مولکولی از جمله ژنتیک قرار دارند، جایی که نشانگرهای زیستی شواهدی از علت یا معلول هستند.
یک روند اخیر می‌خواهد شواهدی را برای نشان دادن اثر قرار گرفتن در معرض تشعشعات پاتولوژی مولکولی در بافت یا سلول‌های بیمار، در زمینهٔ میان‌رشته‌ای نوظهورِ همه‌گیری‌شناسی پاتولوژیک مولکولی (MPE) نشان دهد.
وصل کردن دو موضوعِ قرار گرفتن در معرض تشعشعات و امضاهای پاتولوژیک مولکولی بیماری و ارزیابی همزمان آن‌ها، می‌تواند به ارزیابی علیت کمک کند.
با توجه به ماهیت ذاتی ناهمگونی یک بیماری خاص، اصل بیماری منحصر به فرد، بیماری فنوتایپی و زیرگروه‌سازی روندهایی در علوم پزشکی و بهداشت عمومی هستند که نمونه ای از آن به عنوان پزشکی شخصی و پزشکی دقیق قابل ذکر است.

## در دانش رایانه
تعیین علت و معلول با توجه به داده‌های مشاهده‌شده به صورت مشترک برای دو متغیر مستقل از زمان، به عنوان مثال X و Y، با استفاده از عدم تقارن بین شواهد برای برخی از مدل‌ها در جهت‌های X → Y و Y → X تفسیر شده‌است. رویکردهای اولیه مبتنی بر مدل‌های تئوری اطلاعات و مدل‌های نویز در نظریهٔ الگوریتمی اطلاعات است. 

### مدل‌های الگوریتمی اطلاعات
دو برنامه را مقایسه کنید، که هر دو خروجی X و Y را دارند.
- Y و یک فرم فشرده شده از X که توسط فرم‌های فشرده‌نشدهٔ Y بیان شده‌است را ذخیره کنید.
- X و یک فرم فشرده شده از Y که توسط فرم‌های فشرده‌نشدهٔ X بیان شده‌است را ذخیره کنید.

کوتاهترین برنامه حاکی از آن است که متغیر ذخیره شده فشرده نشده احتمال بیشتری دارد که روی نتیجهٔ محاسبه‌شده اثر گذاشته باشد.

### مدل‌های نویز
یک ترم مستقل نویز را در مدل خود وارد کنید تا بتوانید شواهد موجود در دو جهت را با یکدیگر مقایسه کنید.
در اینجا برخی از مدل‌های نویز برای فرضیه Y → X با فرض کردن نویز E آورده شده‌است:
- نویز افزایشی:[۸] {\displaystyle Y=F(X)+E}
- نویز خطی:[۹] {\displaystyle Y=pX+qE}
- نویز غیر خطی:[۱۰] {\displaystyle Y=G(F(X)+E)}
- نویز نامتعارف: {\displaystyle Y=F(X)+E.G(X)}
- نویز عملکردی:[۱۱] {\displaystyle Y=F(X,E)}

فروض مشترک میان این مدل‌ها عبارتند از:
- Y علت دیگری ندارد.
- X و Eعلت مشترکی ندارند.
- توزیع این علت مستقل از روندهای علی است.

در یک سطح شهودی و با یک نگاه کلی، این ایده وجود دارد که تجریهٔ توزیع مشترک {\displaystyle P(Cause,Effect)} به صورت {\displaystyle P(Cause)*P(Effect|Cause)}  به‌طور معمول مدل‌هایی با پیچیدگی کلِ پایین‌تر ایجاد می‌کند؛ نسبت به زمانی که تجزیه به صورت {\displaystyle P(Effect)*P(Cause|Effect)} انجام شود.
گرچه مفهوم «پیچیدگی» به‌طور شهودی بسیار جذاب است، اما چگونگی تعریف دقیق آن مشخص نیست. گسترهٔ متفاوتی از روش‌ها سعی دارند «ردپاهای علی» را با کمک مقادیر زیادی از داده‌های برچسب‌دار کشف کنند و پیش‌بینی روابط علی انعطاف‌پذیرتری را امکان‌پذیر سازند.

## در آمار و اقتصاد
در آمار و اقتصاد، علیت اغلب با استفاده از تحلیل رگرسیون مورد آزمایش قرار می‌گیرد. روش‌های مختلفی را می‌توان برای تمایز علیت واقعی از نشانه‌های علنی علیت استفاده کرد.
پیش از هر چیز، متغیر توضیحی می‌تواند متغیری باشد که از نظر مفهومی نمی‌تواند ناشی از متغیر وابسته باشد، به این ترتیب، احتمال گمراه شدن با درک وارونهٔ رابطهٔ علیت از بین می‌رود. به عنوان مثال، اگر متغیر مستقل باران باشد و متغیر وابسته قیمت آتی برخی از محصولات کشاورزی باشد.
دوم، ممکن است از تکنیک متغیرهای ابزاری استفاده شود تا با ایجاد نقش برای سایر متغیرها (ابزارها) که توسط متغیر وابسته تحت تأثیر قرار نمی‌گیرند، هرگونه علت وارونه حذف شود.
سوم، این اصل که معلول نمی‌تواند مقدم بر علت باشد، قابل استفاده است. از جمله آن‌که در سمت راست رگرسیون فقط متغیرهایی نشان داده می‌شود که در طول زمان پیش از متغیر وابسته آمده‌اند.
چهارم، رگرسورهای دیگری گنجانده شده‌اند تا اطمینان حاصل شود که متغیرهای مخدوش کننده نمی‌توانند باعث شوند که یک رگرسور به صورت فجیعی قابل توجه به نظر بیاید.
همبستگی تصادفی، بر خلاف همبستگی‌ای که علیت واقعی را نمایش می‌دهد، می‌تواند با استفاده از تعداد بسیار زیاد نمونه‌ها و با انجام اعتبارسنجی متقابل رد شود تا مشخص شود که همبستگی بر روی داده‌هایی که در رگرسیون استفاده نشده‌اند، حفظ شده‌است یا خیر. 

## در علوم اجتماعی
علوم اجتماعی به‌طور فزاینده‌ای به سمت چارچوب کمّی برای ارزیابی علیت حرکت کرده‌است. بخش عمده‌ای از این موارد به عنوان ابزاری برای ارائهٔ دقت بیشتر به روش‌شناسی علوم اجتماعی توصیف شده‌است. علوم سیاسی تحت تأثیر انتشار طرح طراحی پرسشنامه اجتماعی، توسط گری کینگ، رابرت کوهان، و سیدنی وربا، در سال ۱۹۹۴ قرار گرفت. کینگ، کوهان، و وربا (که اغلب به اختصار KKV نامیده می‌شوند) توصیه کردند که محققان از هر دو روش کمی و کیفی زبان استنباط آماری درمورد موضوعات مورد علاقه استفاده کنند تا تحلیل آنها واضح‌تر باشد. طرفداران روش‌های کمی نیز به‌طور فزاینده چارچوب نتایج احتمالی -توسعه یافته توسط دونالد روبین- را به عنوان استانداردی برای استنباط علیت تصویب کرده‌اند. 
بحث‌های مربوط به کاربرد مناسب روشهای کمی برای استنباط علیت منجر به توجه بیشتر به تکرارپذیری مطالعات شد. منتقدین روش‌های متداول ادعا می‌کنند که محققان برای انتشار مقالات براساس همبستگی‌های فریبنده به داده‌کاوی مشغول اند. برای جلوگیری از این امر، بعضی از افراد مدعی اند که محققان می‌بایست قبل از انجام مطالعات خود از طرح‌های تحقیق خود استفاده کنند، بنابراین آنها ناخواسته بیش از حد بر یک یافته غیرقابل تجویز تأکید نکردند که البته موضوع اصلی تحقیق نبود، اما از نظر آماری در هنگام تحلیل داده‌ها قابل توجه بود. مباحث داخلی در مورد روش‌شناسی و تولید مثل در علوم اجتماعی در بعضی مواقع متضرر بوده‌است. 
در حالی که بیشترین تأکیدات در مورد استنباط آماری در چارچوب نتایج احتمالی باقی مانده‌است، متدولوژیستهای علوم اجتماعی ابزارهای جدیدی را برای انجام استنتاج علی با هر دو روش کیفی و کمی تهیه کرده‌اند، که گاه به آن روش‌ها «روش‌های مختلط» گفته می‌شود.
طرفداران رویکردهای روش‌شناسی متنوع استدلال می‌کنند که روش‌های مختلف برای موضوعات مختلف مطالعه مناسب‌تر هستند. جامعه‌شناس هربرت اسمیت و دانشمندان علوم سیاسی جیمز ماهونی و گری گورتز با اشاره به مشاهدات پاول هولند، آماردان و نویسنده مقاله «آمار و استنباط علّی» در ۱۹۸۶، اشاره کردند که استنباط آماری برای ارزیابی «معلول‌های علت‌ها» در مقایسه با «علت‌های معلول‌ها» مناسب‌تر است.
روش شناسان کیفی استدلال کرده‌اند که مدل‌های رسمی علیت، از جمله ردیابی فرایند و نظریه مجموعه فازی، فرصت‌هایی را برای استنباط علیت از طریق شناسایی عوامل مهم در مطالعات موردی یا از طریق فرایند مقایسه بین چندین مطالعه موردی فراهم آورده‌اند. این روش‌شناسی همچنین برای موضوعاتی ارزشمند است که در آن تعداد محدودی از مشاهدات بالقوه یا حضور متغیرهای مخدوش کننده باعث می‌شود کاربرد استنتاج آماری محدود شود. 

## آموزش
دوره‌های تحصیلات تکمیلی استنباط علی به برنامه درسی بسیاری از دانشگاه‌ها اضافه شده‌است.
- دانشگاه آیووا، گروه آمار آمار
- دانشگاه ایالتی آریزونا، گروه آمار
- دانشگاه کرنل، گروه دولت[۲۱]
- دانشگاه دوک، گروه علوم سیاسی[۲۲]
- دانشگاه سنت لوئیس، کالج بهداشت عمومی و عدالت اجتماعی
- دانشگاه کارنگی ملون، گروه فلسفه
- دانشگاه هاروارد، دانشکده بهداشت عمومی
- دانشگاه جان هاپکینز، گروه علوم کامپیوتر، دانشکده بهداشت عمومی بلومبرگ
- دانشکده بهداشت و پزشکی گرمسیری لندن
- موسسه کارولینسکا، گروه اپیدمیولوژی پزشکی و آمار زیستی
- دانشگاه مک گیل، گروه اپیدمیولوژی، آمار زیستی و بهداشت حرفه ای
- دانشگاه نیویورک، گروه آمارهای کاربردی، علوم اجتماعی و علوم انسانی
- دانشگاه شمال غربی، گروه جامعه‌شناسی و دانشکده مدیریت Kellogg
- دانشگاه پیتسبورگ، گروه روانشناسی آموزش و پرورش
- دانشگاه گرونینگن، گروه آمار و تئوری اندازه‌گیری
- دانشگاه کالیفرنیا، لس آنجلس، گروه اپیدمیولوژی و گروه علوم کامپیوتر
- دانشگاه کالیفرنیا، برکلی، دانشکده بهداشت
- دانشگاه کالیفرنیا، سانتا باربارا، گروه علوم کامپیوتر
- دانشگاه کپنهاگ، گروه بهداشت عمومی
- دانشگاه پنسیلوانیا، گروه آمار آمار و اپیدمیولوژی
- دانشگاه تگزاس، گروه روانشناسی آموزشی[۲۳]
- دانشگاه بریتیش کلمبیا، دانشکده جمعیت و بهداشت عمومی
- دانشگاه وندربیلت، گروه رهبری، سیاست و سازمان‌ها، گروه آمار آمار
- انستیتوی فناوری استیونز، گروه علوم کامپیوتر[۲۴]
- دانشگاه کارولینای شمالی در چاپل هیل، گروه آمار آمار[۲۵]
- دانشگاه کالیفرنیا، ایروین، گروه آمار[۲۶]

## برای مطالعهٔ بیشتر
- علیت بزرگتر
- آمار چند متغیره
- رگرسیون حداقل مربعات جزئی
- پاتوژنز
- آسیب‌شناسی
- تجزیه و تحلیل رگرسیون
- انتقال آنتروپی